# 河村みゆき
河村 みゆき（かわむら みゆき、1907年-1947年）は、自由律俳句の荻原井泉水に学んだ女流俳人。神奈川県小田原市の出身。旧姓は富田。
若くから求道者的な姿勢をもち、一燈園に身を投じ、その後岡山の金光教に移り、そこで夫河村恵雲と知り合う。結婚後は、夫の両親と、愛媛県西条市にある香園寺で暮らすが、まもなく肺結核を病んで床につく。そこに1939年10月8日に同門の俳人種田山頭火が見舞いに訪れ、13日まで滞在した。雑誌『層雲』(1936年)に句が残っている。山頭火に送った追悼文「をぢさん－山頭火翁の霊前に－」(『層雲』昭和16年4月号所収)がある。『層雲』には度々彼女の句が掲載されているが、闘病生活を詠んだものが多い。
1942年に療養のため実家へ帰郷した後も創作を続けたが、1944年の『層雲』新年号を以て途絶えた。『層雲』に訃報が載ったのは、彼女の死から2年後の1949年5月号であった。